# Pure White
『Pure White』（ピュア・ホワイト）は、中山美穂の16作目のスタジオ・アルバム。1994年6月8日にキングレコードより発売された（CD: KICS-420）。

## 概要
キャッチコピー：「美穂じゃないよ、コレ」
1992年の『Mellow』から続くセルフ・プロデュース作品。ロサンゼルスでレコーディングが行われた。
M-1「Sea Paradise -OLの反乱-」は、同時発売でバージョンを変えてシングルカットされた。同シングルのカップリング「何度でも愛せるから」（本人による作詞作曲）は未収録となった。
M-2「Panorama」は1990年発売アルバム『Jeweluna』以来、4年ぶりに本人作曲の楽曲となった。
同年1月から3月に放映されていた自身主演のTBS系ドラマ『もしも願いが叶うなら』で共演したTo Be Continuedの岡田浩暉およびFLYING KIDSの浜崎貴司に加え、シンガーソングライターのCHARAから提供された楽曲も収録されており、中山のコンサートのバックバンド″KNACK″が全編を通して曲の提供、また演奏をしている。
このアルバムを引っ提げて、コンサートツアー『Miho Nakayama Concert Tour '94 "Pure White"』（全国38公演）を行った。また、デビュー10周年を記念しての追加公演『Special Pure White』が東京ベイNKホールで開催された。
この年はライブ・ビデオは発売されず、8年ぶりのライブアルバムとして『Pure White Live '94』が発売された。
ジャケットのアートワークはサカグチケンが担当した。

## 収録曲

### CD
| #         | タイトル                    | 作詞               | 作曲                      | 編曲            | 時間  |
| --------- | --------------------------- | ------------------ | ------------------------- | --------------- | ----- |
| 1.        | 「Sea Paradise -OLの反乱-」 | 中山美穂           | KNACK                     | ATOM            | 7:26  |
| 2.        | 「Panorama」                | 中山美穂           | 中山美穂                  | ATOM            | 5:37  |
| 3.        | 「あみあげた夢」            | 浜崎貴司・中山美穂 | 浜崎貴司・伏島和雄        | KNACK           | 4:41  |
| 4.        | 「あなたを宇宙へ届けたい」  | 中山美穂           | KNACK                     | KNACK           | 5:25  |
| 5.        | 「タ・ク・ラ・ミ」          | 中山美穂           | KNACK                     | KNACK           | 2:28  |
| 6.        | 「星の盗人」                | 中山美穂・水野十六 | KNACK                     | ATOM            | 6:03  |
| 7.        | 「Blue Stone」              | 中山美穂           | Jeff Pfeifer, Rob Pfeifer | KNACK           | 5:04  |
| 8.        | 「いたずらに まねしたり…」  | Chara・中山美穂    | Chara                     | U-SUKE          | 4:39  |
| 9.        | 「Title」                   | To Be Continued    | To Be Continued           | To Be Continued | 5:09  |
| 10.       | 「ふったりのphotograph」    | 中山美穂           | KNACK                     | KNACK           | 5:27  |
| 11.       | 「Pure White」              | 中山美穂           | KNACK                     | KNACK           | 6:25  |
| 合計時間: | 合計時間:                   | 合計時間:          | 合計時間:                 | 合計時間:       | 58:32 |

### 曲解説
1. Sea Paradise -OLの反乱-
  - 同時発売のシングル表題曲のアルバム・バージョン。
2. Panorama
  - 曲中にフリーアナウンサーの古舘伊知郎がナレーションで参加している。
3. あみあげた夢
4. あなたを宇宙へ届けたい
5. タ・ク・ラ・ミ
6. 星の盗人
7. Blue Stone
8. いたずらに まねしたり…
9. Title
  - To Be Continuedが1994年10月発売のアルバム『BEYOND THE LIGHT…』で「明日へのアクセント」にタイトルを変えセルフカバーしている。
10. ふったりのphotograph
  - タイトルは「ふたり」と「振ったり」を掛けている。
11. Pure White
  - アルバムタイトル曲。

## 再発盤
- 2015年10月14日 - CD（廉価盤 KICS-3276）
  - 2015年リマスタリング仕様で「30th Anniversary Original Album Collection」として、これまでにリリースしたアルバムのうち25作品を同日再発売。[2]